# Réseau 67
Réseau 67 était le réseau de transport interurbain par autocars du département du Bas-Rhin.
En 2019, tous les réseaux de transports d'Alsace, de Champagne-Ardenne et de Lorraine sont regroupés sous la marque Fluo Grand Est.

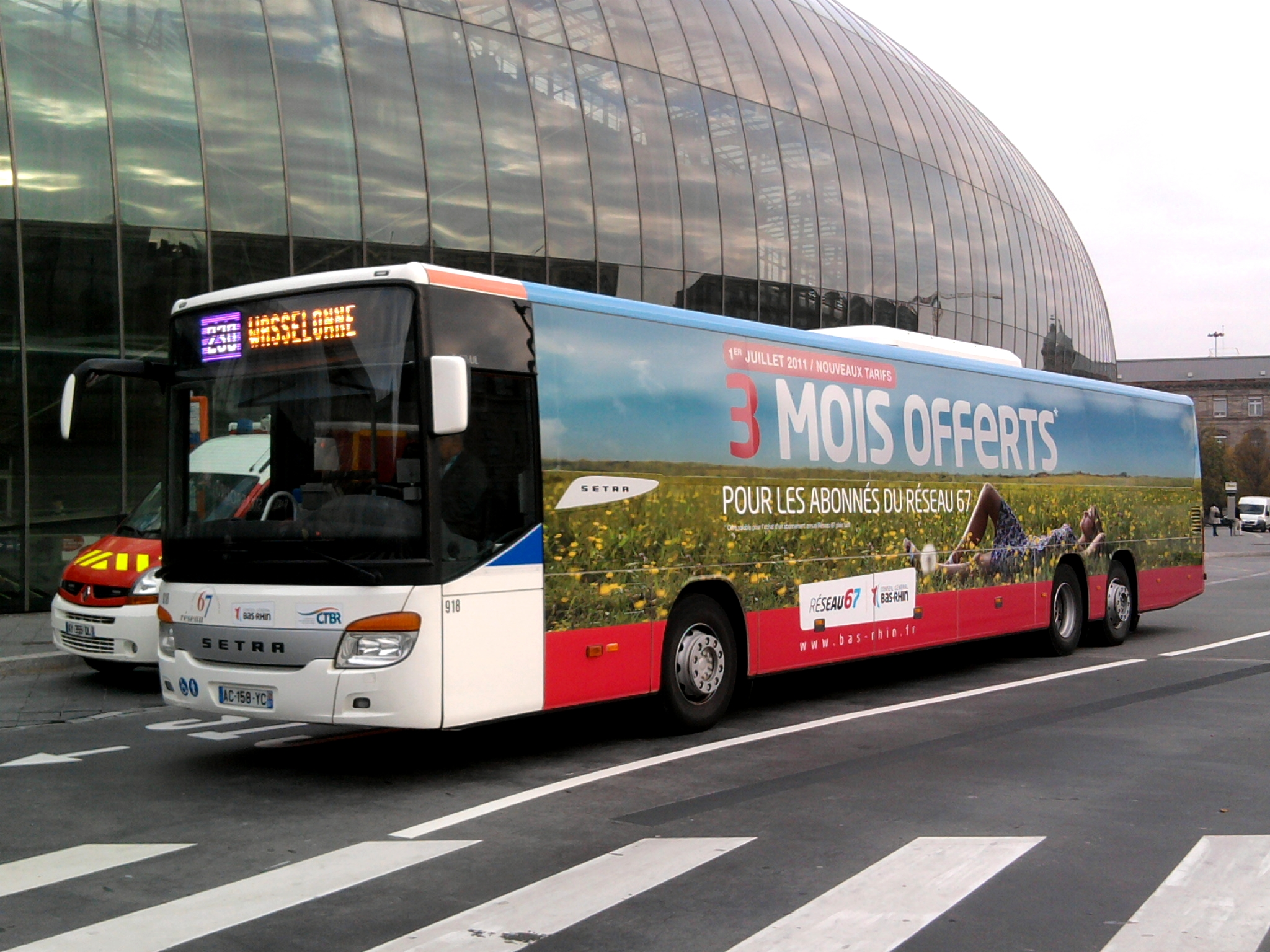
Un car du Réseau 67 ; Ce véhicule appartient à la CTBR.

## Historique

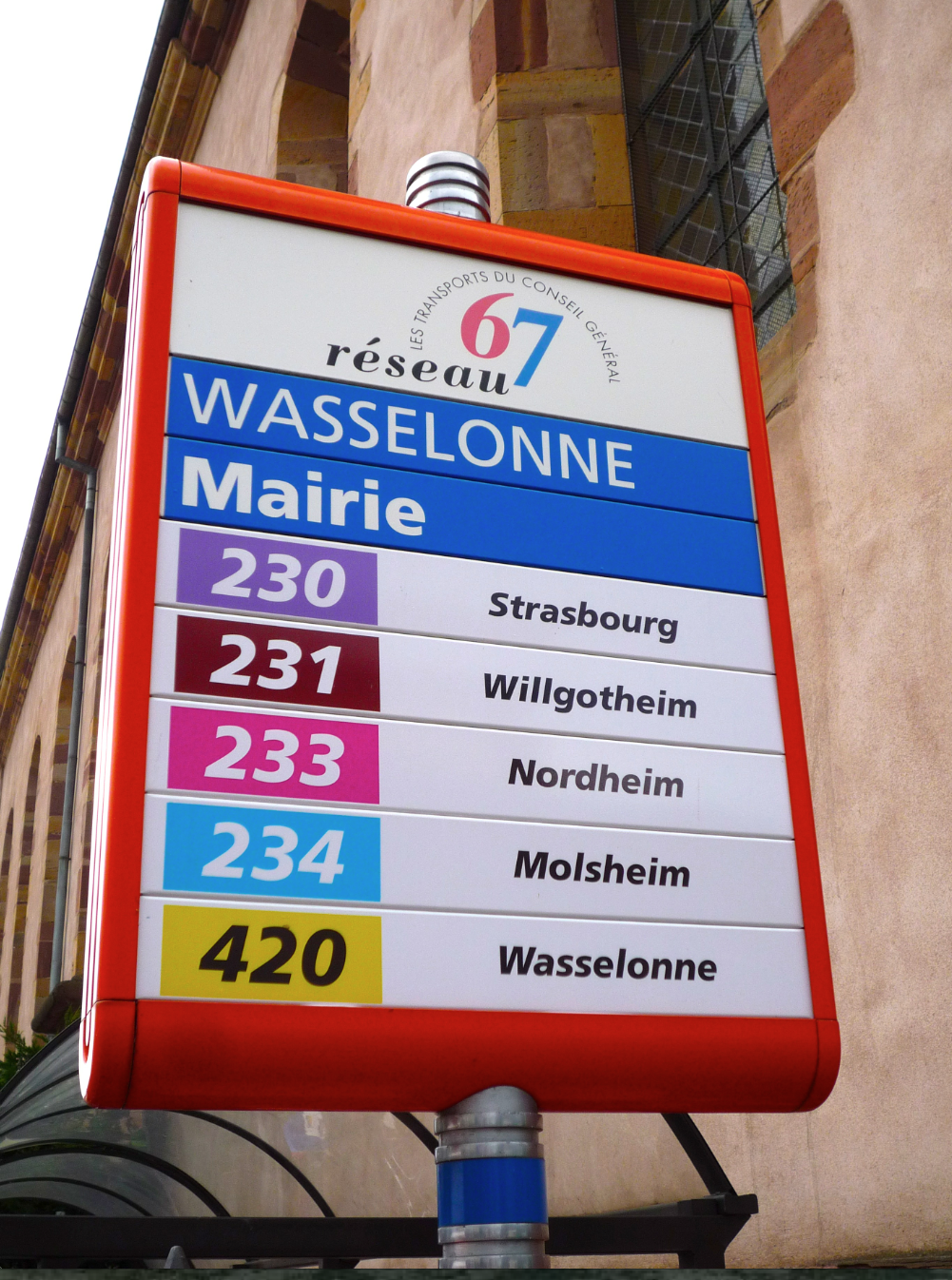

Créé en 1998 par le conseil Général du Bas-Rhin, qui est l’autorité organisatrice des transports interurbains par autocars jusqu'au 31 décembre 2016, le réseau a subi une importante refonte après l’adoption d’un nouveau schéma directeur des transports et des déplacements en décembre 2007, mis en œuvre en deux étapes : en septembre 2008, sur les secteurs de Haguenau, Saverne et Sélestat ; depuis septembre 2009, sur le secteur de Strasbourg.
Une livrée unique, sobre, a été choisie et doit être portée par tous les véhicules circulant sur les lignes. Elle est aussi reprise sur les poteaux d’arrêt et les fiches horaires.
Le 1er janvier 2017, la région Grand Est reprend les transports interurbains et scolaires de ses 10 départements.
En septembre 2018, la ligne 320 (Haguenau – Brumath) est transférée à la communauté d'agglomération de Haguenau, et devient la ligne 10 du réseau Ritmo.
À partir du 25 avril 2019, le Réseau 67 devient Fluo Grand Est 67.

## Communes desservies
Plus de 350 communes du Bas-Rhin sont desservies par le Réseau 67.
Le réseau est réparti en quatre grands bassins de déplacements :
- Strasbourg - Kochersberg - Bruche
- Haguenau - Nord Alsace
- Saverne - Alsace Bossue
- Sélestat - Centre Alsace

## Lignes du réseau
En 2019, le réseau est composé de 30 lignes régulières et 280 lignes spécifiquement dédiées aux scolaires.

### Lignes régulières
| Ligne | Parcours                                                              | Transporteur         |
| ----- | --------------------------------------------------------------------- | -------------------- |
| 201   | Val de Moder/Pfaffenhoffen - Hœhneim                                  | CTBR                 |
| 203   | Saessolsheim - Strasbourg                                             | CTBR                 |
| 205   | Willgottheim/Woellenheim - Strasbourg                                 | CTBR                 |
| 209   | Duppigheim - Strasbourg                                               | LK Kunegel           |
| 210   | Wingersheim - Strasbourg                                              | CTBR                 |
| 220   | Kienheim - Truchtersheim - Strasbourg                                 | CTBR                 |
| 230   | Wasselonne - Strasbourg                                               | CTBR                 |
| 231   | Wasselonne - Zeinheim                                                 | CTBR                 |
| 232   | Wasselonne - Wangenbourg                                              | CTBR                 |
| 233   | Westhoffen - Nordheim                                                 | CTBR                 |
| 234   | Balbronn - Marlenheim                                                 | CTBR                 |
| 235   | Marlenheim - Molsheim - Dorlisheim le Trèfle                          | CTBR                 |
| 236   | Wasselonne - Cosswiller                                               | CTBR                 |
| 240   | Scharrachbergheim - Osthoffen - Strasbourg                            | CTBR                 |
| 257   | Strasbourg - Obernai - Klingenthal - (Mont Sainte-Odile/Champ du Feu) | CTBR                 |
| 260   | Erstein - Strasbourg Baggersee                                        | CTBR                 |
| 262   | Erstein - Obernai - Ottrott                                           | CTBR                 |
| 263   | Erstein - Benfeld                                                     | CTBR                 |
| 270   | Rhinau - Strasbourg Baggersee                                         | CTBR                 |
| 307   | Haguenau - Herrlisheim                                                | Autocars Royer       |
| 309   | Hatten - Haguenau                                                     | Autocars Royer       |
| 310   | Lembach - Wœrth - Haguenau                                            | Autocars Antoni      |
| 314   | Lauterbourg - Wissembourg                                             | Striebig-Eschenlauer |
| 330   | Seltz - Soufflenheim - Haguenau                                       | Autocars Royer       |
| 404   | Saverne - Strasbourg - Truchtersheim                                  | CTBR                 |
| 405   | Duntzenheim - Saverne                                                 | CTBR                 |
| 420   | Wasselonne - Saverne                                                  | CTBR                 |
| 510   | Villé - Sélestat                                                      | Josy Tourisme        |
| 520   | Marckolsheim - Sélestat                                               | Josy Tourisme        |
| 530   | Sundhouse - Sélestat                                                  | Josy Tourisme        |

### Lignes touristiques
Le Réseau est également composé de lignes touristiques.
| Ligne                               | Parcours                                                                 | Transporteur  | Période de circulation                                                                                |
| ----------------------------------- | ------------------------------------------------------------------------ | ------------- | --- |
| 232                                 | Wasselonne - Wagenbourg                                                  | CTBR          | Toute l'année                                                                                         |
| 252 "Navette des Neiges"            | Schirmeck/Saint-Blaise-la-Roche - Champ du Feu                           | Josy Tourism. | Saison hivernale                                                                                      |
| 257 "Navette du Piémont des Vosges" | Strasbourg - Obernai - Kligenthal - Mont Saint-Odile - Champ du Feu      | CTBR          | Circule toute l'année jusqu'à Kligenthal et en saison estivale jusqu'au Mont Saint-Odile/Champ du Feu |
| 258 "Navette des Neiges"            | Strasbourg - Obernai - Champ du Feu                                      | CTBR          | Saison hivernale                                                                                      |
| 317 "Navette du Fleckenstein"       | Wissembourg - Lembach - Château du Fleckenstein - Obersteinbach          | LK Kunegel    | Selon ouverture du château du Fleckenstein                                                            |
| 500 "Navette du Haut-Koenigsbourg"  | Selestat - Kintzheim - Château du Haut-Koenigsbourg                      | LK Kunegel    | Selon ouverture du château du Haut-Koenigsbourg                                                       |
| 511 et 542 "Navette des Neiges"     | 511 : Selestat - Villé - Champ du Feu 542 : Barr - Andlau - Champ du Feu | LK Kunegel    | Saison hivernale                                                                                      |

## Transporteurs
- CTBR
- Autocars Antoni
- Autocars Striebig-Eschenlauer
- Autocars Royer
- Josy Tourisme
- LK Kunegel (avec les autocars Schmitt)

## Parc de véhicules

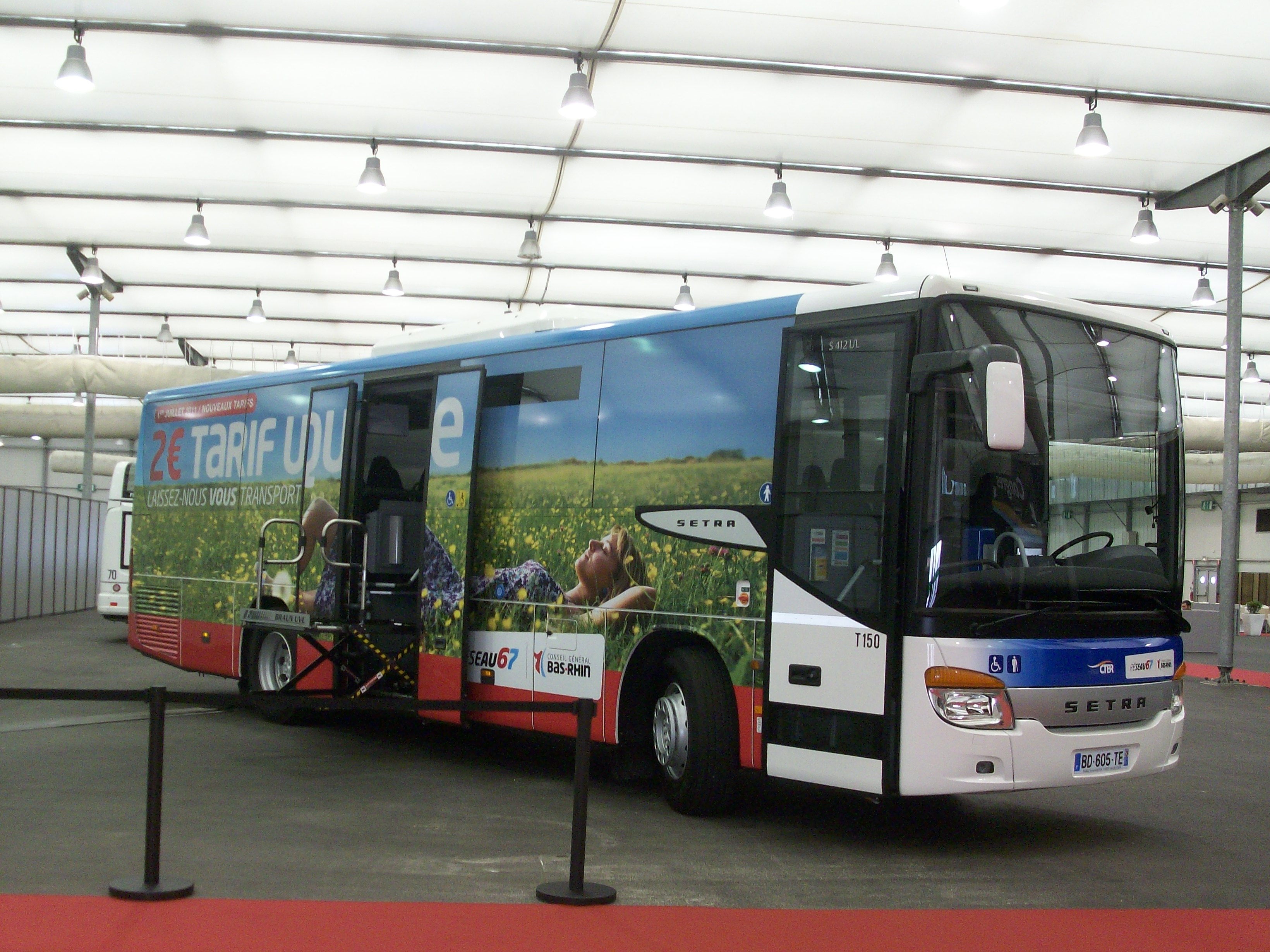
Un S 412 UL pelliculé à l'occasion de la mise en place du tarif unique

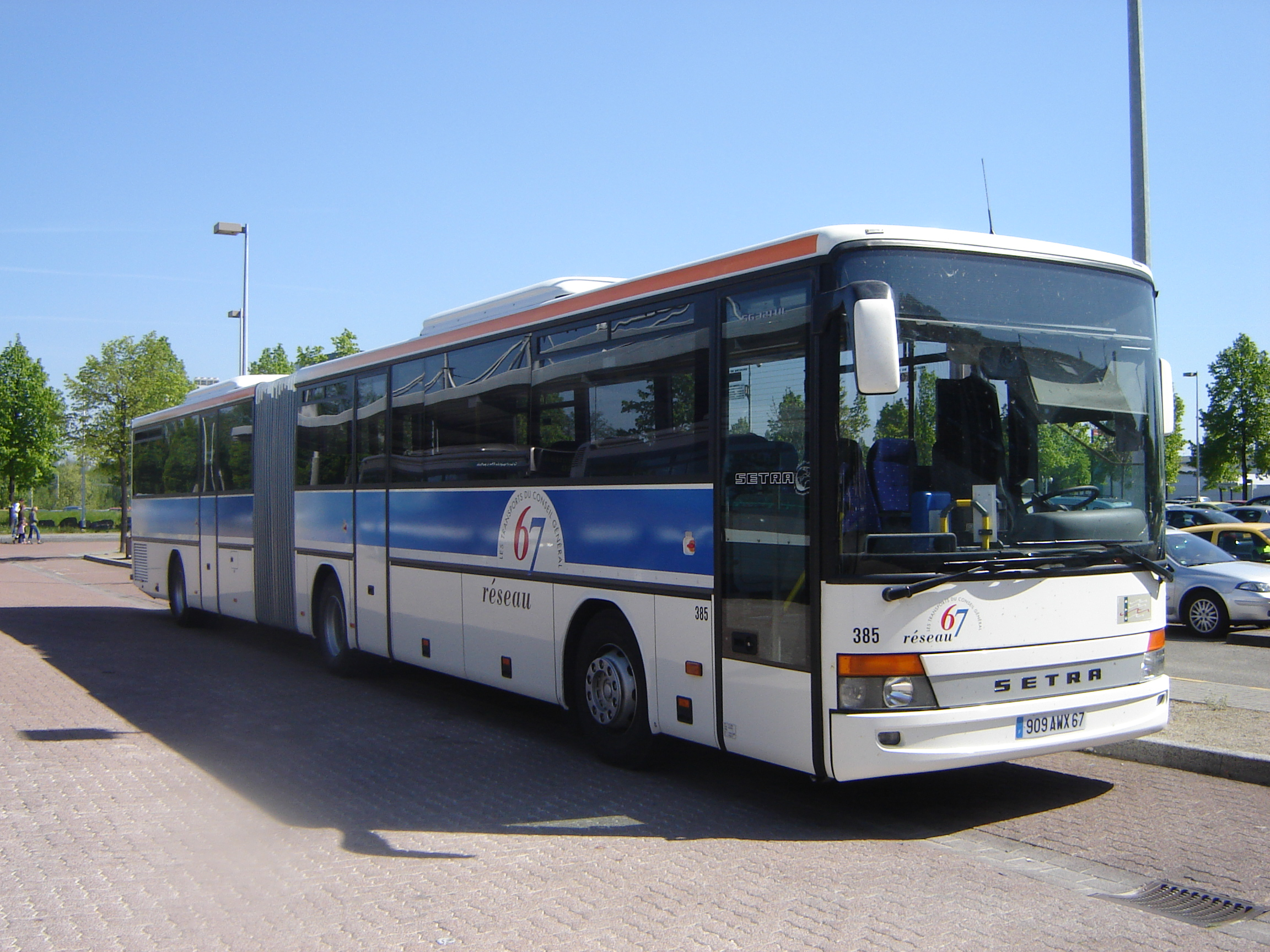
Un car articulé Setra SG 321 UL

Tout le parc circule avec la livrée Réseau 67, et les véhicules sont tous équipés de girouettes affichant la destination à l'avant, sur le côté et à l'arrière.
Les véhicules appartiennent aux différentes entreprises de transport, à l'exception de la CTBR, dont les véhicules sont propriétés de la Région Grand Est, qui les met à la disposition de l'entreprise pour la durée de sa délégation de service public, à l'image de nombreux autres réseaux de transport public. Ce parc spécifique s'élève à 123 autocars dont 110 de la famille Setra UL.
En septembre 2011, un autocar à deux étages S 431 DT du constructeur Setra est testé sur la ligne 230, plus aucun constructeur ne fabriquant d'autocar articulé.

### Standards
- Setra S 315 UL
- Setra S 319 UL
- Setra S 412 UL
- Setra S 415 UL
- Setra S 417 UL
- Setra S 419 UL
- Mercedes Intouro
- Temsa Opalin
- Temsa LD 13 SB

### Articulés
- Setra SG 321 UL

## Projet TSPO

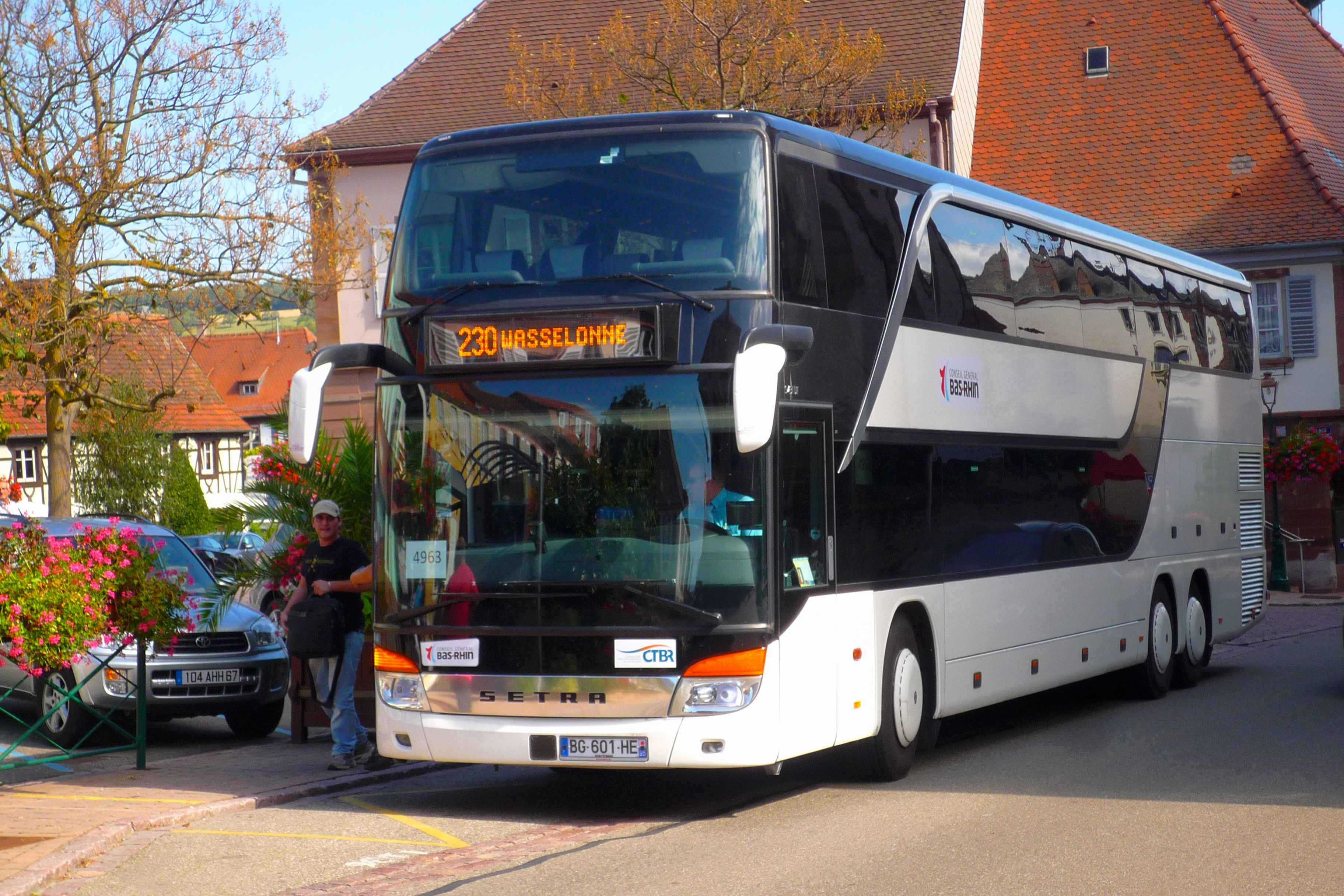
Wasselonne, ligne 230. Bus à deux étages Setra S 431 DT en essai, septembre 2011.

Le Transport en site propre de l'Ouest strasbourgeois (TSPO) est un projet de « Bus Express » entre Strasbourg et Wasselonne.
Ce projet est élaboré sur le modèle d'un bus à haut niveau de service (BHNS) périurbain, son but étant de donner une véritable alternative à la voiture sur ce trajet extrêmement fréquenté, près de 12 000 voyageurs par jour étant attendus pour ce projet.
Une première phase entre Strasbourg et Ittenheim a été soumise à la concertation en juin 2009 et l'enquête publique est intervenue en mai-juin 2011. Cette première phase a été déclarée d’utilité publique le 16 janvier 2012, pour une première tranche de mise en service à l'horizon 2014. Le chantier débute en novembre 2012 par la démolition de l'ancien garage Citroën à Wasselonne, s'ensuivent l'aménagement des P+R de Marlenheim et Wasselonne.